# Anny Aurora
Anny Aurora (Colonia, Renania del Norte-Westfalia; 20 de septiembre de 1996) es una actriz pornográfica, modelo erótica y camgirl alemana.

## Biografía
Anny Aurora, nombre artístico, nació en la ciudad alemana de Colonia, situada en la región de Renania del Norte-Westfalia en septiembre de 1996. Comenzó su carrera como camgirl y modelo erótica en 2014, realizando diversos shows privados y apareciendo en revistas eróticas de su país.
Decidió dar el salto a la industria pornográfica europea y debutó como actriz, realizando sus primeras sesiones en Berlín en el año 2015, a los 19 años de edad. Participó, como otras tantas estrellas porno, en la serie documental Ask A Porn Star.
Como actriz ha trabajado para productoras europeas y estadounidenses como Bangbros, Pure Taboo, Kick Ass, Colette, Nubiles, Pure Play Media, Naughty America, Private, X-Art, Blacked, Twistys, Sexpot, Ultra Films o Metart, entre otras.
Fue elegida Pet of the Month de la revista Penthouse en diciembre de 2019.
Ha aparecido en más de 360 películas como actriz.
Algunas películas suyas son 18th Birthday Party, Barcelona Boss, Come Play With Us, Dirty Wives Club 12, Erasmus Orgasmus, Girls Girls Girls, Neighbor Affair 19, Pure Anal Pleasure 6, Sexting Babes o When Girls Play 3.

## Premios y nominaciones
| Año  | Ceremonia                   | Resultado | Premio                                        | Trabajo                            |
| ---- | --------------------------- | --------- | --------------------------------------------- | ---------------------------------- |
| 2017 | Spank Bank Awards           | Nominada  | Most Fuckable Feet                            | —                                  |
| 2017 | Spank Bank Awards           | Nominada  | Ravishing Redhead of the Year                 | —                                  |
| 2017 | Venus Awards                | Ganadora  | Beste Darstellerin                            | —                                  |
| 2018 | Venus Awards                | Nominada  | Beste Darstellerin                            | —                                  |
| 2019 | Premios AVN                 | Nominada  | Premio fan: Artista femenina favorita         | —                                  |
| 2019 | Spank Bank Awards           | Nominada  | Aerola of the Gods                            | —                                  |
| 2019 | Spank Bank Awards           | Nominada  | Best Legs                                     | —                                  |
| 2019 | Spank Bank Awards           | Nominada  | European Enchantress of the Year              | —                                  |
| 2019 | Spank Bank Awards           | Nominada  | Gloryhole Guru of the Year                    | —                                  |
| 2019 | Spank Bank Awards           | Nominada  | Master of Missionary                          | —                                  |
| 2019 | Spank Bank Awards           | Nominada  | Most Photogenic Nymphomaniac                  | —                                  |
| 2019 | Spank Bank Awards           | Ganadora  | Pretty In Pink                                | —                                  |
| 2019 | Spank Bank Technical Awards | Ganadora  | Fraulein of Filth                             | —                                  |
| 2020 | Premios AVN                 | Nominada  | Mejor escena de sexo en producción extranjera | The Flight Attendants              |
| 2020 | Premios XBIZ                | Nominada  | Mejor escena de sexo en realidad virtual      | O'Zapft is BDSM!                   |
| 2020 | Premios XBIZ Europa         | Nominada  | Mejor escena de sexo glamcore                 | One Night in Paris                 |
| 2021 | Premios XBIZ                | Nominada  | Mejor escena de sexo en realidad virtual      | Halloween House Party: Pickle-Dick |